# Lepthyphantes pennatus
Lepthyphantes pennatus là một loài nhện trong họ Linyphiidae.
Loài này thuộc chi Lepthyphantes. Lepthyphantes pennatus được miêu tả năm 1990 bởi Scharff.